# Asta Andersson
Asta Walborg Andersson, född 23 mars 1905 i Ystad, död 15 april 1997 på samma ort, var en svensk konstnär.
Hon var dotter till direktören Jöns Andersson och Hilma Hansson. Andersson studerade konst för Peter Rostrup Bøyesen i Köpenhamn och under studieresor till bland annat Schweiz, Italien och Frankrike. Hon medverkade i utställningar arrangerade av Skånes konstförening. Hennes konst består av interiörer, porträtt, djur och figurbilder i olja eller pastell.